# Conkeror
Conkerorは、かつて開発されていたMozillaベースのウェブブラウザで、キーボード操作を前提に設計されていた。設計は、おおむねGNU Emacsに従っており、viなどの他のプログラムからの影響も見られる。
Conkerorは最初、Shawn Betts（キーボードによって操作するratpoisonやStumpWMなどのタイル型ウィンドウマネージャの開発者）によって書かれた。当初はMozilla Firefoxブラウザのための拡張機能であったが、その後XULRunnerを用いた単独のアプリケーションとして開発された。拡張機能バージョンの開発は2007年に中止された。その後、XULRunnerを用いている最後のFirefox、Firefox 52 ESRは2018年9月にサポートが終了したため、現在Mozillaから公式にサポートされているブラウザの中には、Conkerorのベースとなれるものはない。Pale MoonやWaterfoxなどのFirefoxフォークには引き続きXULRunnerが内蔵されており、Conkerorの実行に使用できる。
Conkerorは、Mozillaと同様の自由ソフトウェアライセンスで提供されている（GNU GPL、GNU LGPL、MPL）。

## ブラウジング
Conkerorは、Emacsと同様のキーバインドとキーボードを用いた操作が特徴である。"f"キー（デフォルトの場合）を押すことにより、Conkerorは現在の表示におけるクリック可能なページ要素の各々に、小さな番号付きのラベルを表示する。ユーザーは、番号を入力し、"ENTER"キーを押すことにより、リンク先に移動することができ、またリンク名を入力することによりリンク名の選択肢を絞り込むことができる。リンク名の一部がすでに入力され、それが特定の唯一のリンクを指すとき、これは緑色に強調表示される（リンク先の）第一の候補となり、"Enter"と入力することによってそのリンク先に移動することができる。
Conkerorは、標準で多くのキーバインドを持っており、これは後から追加することもできる。以下はデフォルトのキーバインディングの例である（キーバインディングはケースによって異なることに注意）。
| キーバインド | 動作                         |
| ------------ | ---------------------------- |
| g            | URLの検索と移動              |
| f            | リンク先への移動             |
| C-x k        | 現在のバッファの停止         |
| C-h i        | ユーザーマニュアルの表示     |
| C-h b        | キーバインドの一覧を表示     |
| C-s          | 前方に向かってテキストを検索 |

Emacsのように、Conkerorは、複数のページを同時に表示し続けるために（伝統的なブラウザにおけるタブ機能のように）バッファを用いる。ユーザーは新しいバッファを開き、それらの間を移動するのにキーバインドを用いることができる。例としては、"C-u C-f"は、ハイパーリンクを新しいバッファに開き、"C-u C-g"は、URLを開くか、新しいバッファで単語を検索する。また、"C-u C-h i"は、スタートページを新しいバッファに表示する。バッファは、"M-n"を用いることにより順番に表示することができ、"M-p"を使うと、逆順での表示も行える。"C-X b"は、現在開かれているバッファの一覧を表示し、ユーザーはここから矢印キーを使って表示するバッファを選ぶことができる。

## カスタマイズ
Conkerorは、EmacsがEmacs Lispを使うのと比べると穏やかなものであるが、JavaScriptを使って様々にカスタマイズすることができる。カスタマイズは、キーの割当の変更などのシンプルなもののほか、新しい対話的なコマンドを書くことなどもできる。デフォルトでは、Conkerorはこれらのカスタマイズ設定を~/.conkerorrcからロードする。また、~/.conkerorrc/がディレクトリである場合は、このディレクトリに含まれるすべてのファイルが読み込まれるようになっており、これは多くのカスタマイズ項目をモジュール化するのに役立つ。
Conkerorはまた、多くのロード可能なJavaScriptのモジュールとともに配布されており、これらのうちのいくつかは中核となる機能を提供し、他のいくつかはユーザーがロード可能なもので、追加的な機能を提供する。
Conkerorは、モードを持っており、これはURIごとにキーバインド、ページ表示の設定やブラウザの振る舞いを独自のものとする。xkcd-modeのようないくつかのモードはデフォルトで有効化されている。xkcd-modeでは、ユーザーがコミック・ストリップにマウスオーバーしたときに通常表示されるメッセージを、特殊なフォントでストリップ（断片）の下に表示する。他のモードは、Google Maps、RedditおよびYoutubeのためのものなどがあり、モードはユーザー独自に定義することもできる。

## 名称
ブラウザーの名前は、KDEのKonquerorと同様に発音されるが、Conkeror FAQによると、これとの混同を避けるため、"ブラウザのフルネームの発音は、"Conkeror"（Cを用いていることに注意）である"という。
また、このFAQによると、この名称は"conkers"と呼ばれるセイヨウトチノキを用いた子供のゲームや、同様にConkerorと呼ばれるビールの名前から取られたものであると言う。